# Muhlenbergia capillaris
Muhlenbergia capillaris är en gräsart som först beskrevs av Jean-Baptiste de Lamarck, och fick sitt nu gällande namn av Carl Bernhard von Trinius. Muhlenbergia capillaris ingår i släktet muhlygräs, och familjen gräs. Inga underarter finns listade i Catalogue of Life.